# Andrea Beltramo
Andrea Beltramo (Torino, 18 marzo 1974) è un attore, doppiatore e conduttore televisivo italiano.

## Biografia
Andrea Beltramo si è diplomato presso la scuola di recitazione Teatro Nuovo di Torino e ha proseguito la sua formazione presso la scuola di dizione di Iginio Bonazzi, un laboratorio teatrale diretto da Adriana Innocenti ed ha partecipato ad un seminario di approfondimento del metodo Strasberg con Michael Margotta, membro dell'Actor's Studio di New York.
Dal 1999 è stato protagonista di numerosi lavori teatrali, tra cui Arsenico e vecchi merletti per la regia di Giancarlo Zanetti, quindi L'igiene dell'assassino, accanto ad Arnoldo Foà, Il divorzio di Vittorio Alfieri per la regia di Ugo Gregoretti, A-Lex, scritto e diretto da Angelo Longoni, Villon, un monologo di Roberto Mussapi, diretto da Miriam Mesturino, Un marito per due per la regia di Claudio Insegno e In fuga col malloppo di Ray Cooney, sempre con la regia di Claudio Insegno.
Per il piccolo schermo invece ha fatto parte del cast di alcune produzioni televisive, tra cui il film TV Le ragazze di Miss Italia, diretto da Dino Risi, di una puntata della quarta stagione di Don Matteo, della soap opera CentoVetrine, dove nel 2008 ha impersonato il personaggio di Andrea Stewart, di alcune puntate della sitcom Camera Café, e ha interpretato Mozart nel programma Gran Concerto, scritto da Raffaella Carrà e Sergio Japino. Dal 2005 conduce il programma per bambini L'albero azzurro in onda su Rai 2 e Rai Yoyo.
Nel 2011 è nel cast del film Tutta colpa della musica per la regia di Ricky Tognazzi. A partire da giugno 2012 ritorna a recitare nella soap opera Centovetrine, ma con un ruolo differente (quello del caporedattore "Danilo").
Il suo romanzo d'esordio: Eden - Il destino nel cuore di un bambino è stato pubblicato nel 2014.
Nel 2022 ha letto il romanzo Zucchero e catrame di Giacomo Cardaci, pubblicato da Fandango, edito come audiolibro da Audible.

## Filmografia
- Le ragazze di Miss Italia, regia di Dino Risi – film TV (2002)
- Don Matteo – serie TV, episodio 4x02 (2004)
- Vivere – soap opera (2006)
- CentoVetrine – soap opera (2008; 2012)
- Camera Café – sitcom (2008)
- L'albero azzurro – programma TV (Rai 2, 2003-in corso)
- Gran Concerto – programma TV (Rai 3, 2008/2010/2011)
- Voyager - Ai confini della conoscenza – programma TV (Rai 2, 2010-2011)
- Tutta colpa della musica, regia di Ricky Tognazzi (2011)
- Fino all'ultima risata, regia di Enzo Monteleone – film TV (2012)
- Natale a 4 zampe, regia di Paolo Costella – film TV (2012)
- Una notte agli studios in 3D, regia di Claudio Insegno (2013)

## Doppiaggio

### Cinema
- Scott Haze in Old Henry
- Arlen Escarpeta in The Ten
- Clément Sibony  in The Walk
- Félix de Givry in Eden
- Gong Yoo in Train to Busan
- Sanjay Suri in Se scappi ti trovo
- Gianni Giardinelli in Murderers – Assassine
- Kuno Becker in Nomad - The Warrior
- Jeppe Laursen in Dead Snow
- Ashton Holmes in The Divide
- Dan Stevens in The Guest
- Zhang Jin in Ip Man Legacy - Master Z
- Ngo Ka-nin in Ip Man 4 - The Finale
- Kivanç Tatlitug in La stretta del passato

### Film d'animazione
- Topo ne Il Gruffalo[1], Gruffalo e la sua piccolina[2]
- Vanitoso ne I Puffi - Viaggio nella foresta segreta

### Serie televisive
- Eric Johnson in Rookie Blue
- Dan Bucatinsky in Scandal
- David Oakes in I Borgia
- Connor Weil in K.C. Agente Segreto
- Peter Gallagher in New Girl
- Ryan Kennedy in Defiance
- Nick Jandl in Nashville
- Sebastian Dunn in Downton Abbey
- Scott Michael Foster in Halt and Catch Fire
- Bradley James in Vikings: Valhalla
- Aleksandr Robak in To The Lake

### Soap opera e telenovelas
- McKay Giller in Febbre d'amore
- Christian K.Schaffer, Florian Stadler e Christopher Reinhardt in Tempesta d'amore
- Jean–François Palaccio in Bella è la vita
- Thiago Rodrigues in Pagine di vita

### Cartoni animati
- Principe Brad in Mix Master
- Vicesceriffo Durland e Gideon in Gravity Falls
- Date Masamune in Sengoku Basara
- Voce di Dodò nel programma L'albero azzurro
- Mandrake No Fyodor in I Cavalieri dello zodiaco - The Lost Canvas
- Nekochi in Pretty Star - Sognando l'Aurora
- Elliot Ember in Inazuma Eleven Ares
- Faraday in Cyberpunk: Edgerunners
- Elias Brandt Dale Raeven in Overlord
- Lars e soldato ribelle in Bastard!! - L'oscuro dio distruttore
- Erald Grimwald in That Time I Got Reincarnated as a Slime
- Kōsuke Wakamatsu in Kuroko's Basket